# Carter Burwell
Carter Benedict Burwell (Nueva York, 18 de noviembre de 1954) es un compositor estadounidense de música cinematográfica. Algunos de sus trabajos más reconocidos fueron para las películas de los hermanos Coen, con quienes ha colaborado de forma frecuente desde sus comienzos como compositor de bandas sonoras. Su debut como compositor en el cine fue en la película Blood Simple (1984), dirigida por los Coen, quienes desde ese entonces contaron con él durante su carrera posterior, en filmes como Miller's Crossing (1990), Barton Fink (1991), Fargo (1996) y The Man Who Wasn't There (2001).
Paralelamente trabajó en repetidas ocasiones con directores como Spike Jonze, para quien compuso la música de Being John Malkovich (1999), Adaptation (2002) y Donde viven los monstruos (2009). En 2011 recibió el Primetime Emmy por su trabajo en la miniserie Mildred Pierce de Todd Haynes. Volvió a trabajar con Haynes en Carol (2015), filme por el cual recibió nominaciones a los premios Óscar y Globo de Oro. Trabajó por primera vez con Martin McDonagh en el filme In Bruges (2008) y más tarde en Seven Psychopaths (2012), Three Billboards Outside Ebbing, Missouri (2017) y The Banshees of Inisherin (2022); por las dos últimas recibió candidaturas a los Óscar y Globo de Oro.

## Primeros años
Burwell nació en la ciudad de Nueva York, uno de los dos hijos de Natalie —cuyo apellido de soltera era Benedict—, una profesora de matemáticas, y Charles Burwell, fundador de Thaibok Fabrics, Ltd. Sus ancestros paternos era terratenientes adinerados del norte de Virginia; su padre estudió en la Sorbona después de graduarse en la Universidad de Harvard en 1939 y se casó en Nueva York en 1953, después de haber vivido en Europa y Asia. En ese entonces, su madre trabajaba para la revista Mademoiselle. En 1956, la familia se mudó a Darien (Connecticut), y sus padres comenzaron a dedicarse a la enseñanza. Burwell empezó a estudiar piano a los siete años de edad. Asistió a la King School de Stamford (Connecticut) y más tarde estudió animación y música electrónica en el Harvard College, donde se graduó en 1977. Después de graduarse trabajó como profesor asistente en el Harvard Electronic Music Studio. Durante esa época creó el cortometraje de aminación Help, I'm Being Crushed to Death by a Black Rectangle, premiado en el Festival de Cine de Jacksonville. Entre 1979 y 1981 trabajó como informático teórico en el Laboratorio Cold Spring Harbor y posteriormente, entre 1982 y 1987, se desempeñó como modelador por computadora y animador en el New York Institute of Technology. Al mismo tiempo que trabajaba en avisos de televisión y filmes animados, comenzó a dedicarse a la música, tocando en las bandas de rock The Same, Thick Pigeon y Radiante.

## Carrera como compositor

### Años 1980
Burwell declaró que su profesión como compositor en el cine comenzó de forma totalmente accidental. Durante los años 1980 cuando tocaba en grupos musicales de Nueva York conoció a Skip Lievsay, un músico que en ese entonces se encontraba trabajando como editor de sonido para la película Blood Simple (1984) y que le preguntó si estaba interesado en grabar música cinematográfica. Dicho filme era el debut como directores de los hermanos Coen. Los inversores querían contar con un compositor profesional, pero debido a escaso presupuesto disponible los Coen contrataron a Burwell. Tras Blood Simple, aunque Burwell no tenía pensado continuar componiendo música para películas, empezó a recibir más ofertas para componer bandas sonoras. Alrededor de un año después el director debutante y actor Anthony Perkins le propuso que compusiera la música de Psicosis III (1986) y los Coen lo volvieron a llamar para trabajar en Raising Arizona (1987), el segundo largometraje de los directores. Desde entonces Burwell dirigió su vida profesional hacia la composición de música cinematográfica.

### Años 1990
Durante los siguientes años se volvió un colaborador estable en la filmografía de los hermanos Coen; para Miller's Crossing (1990) los directores le propusieron componer una orquesta y para Barton Fink (1991) basó su composición en la desconexión del protagonista con el mundo real. En un principio, Ethan Coen no pensaba que Barton Fink iba a necesitar música y que alcanzaría solamente con incluir efectos de sonido. No obstante, Burwell trabajó junto a Skip Lievsay dividiendo el filme entre música y efectos de sonido. Su trabajo en Fargo (1996) se basó en música de cine negro y música tradicional escandinava; el tema principal se basó en la canción folclórica escandinava «Den Bortkomne Sauen» y se grabó con instrumentación de cine negro. El San Francisco Chronicle escribió que «la inolvidable música del compositor Carter Burwell le da un énfasis melancólico» a la película. Por Fargo, la Asociación de Críticos de Cine de Chicago le otorgó a Burwell el premio a la mejor banda sonora original.
Para el drama histórico Rob Roy (1995), Burwell empleó instrumentación escocesa para acompañar el periodo donde se desarrolla la trama. En su reseña del álbum de la banda sonora, Steven McDonald del sitio AllMusic afirmó que el compositor tiene «un talento que vale mucho más atención de la que recibe». En una reseña sobre la comedia romántica Picture Perfect (1997), Los Angeles Times criticó a Burwell por la inclusión de música de James Newton Howard en la banda sonora; Burwell escribió una carta al editor del periódico explicando que dos de sus composiciones habían sido reemplazadas por composiciones preexistentes de Howard. El director le «ofreció el consuelo de que Howard no sería acreditado», Burwell reflexionó: «Improvisar películas nuevas haciendo un rejunte de partes viejas sin acreditar es algo nuevo para mí. Parecería establecer un nuevo estándar en la lucha del trabajo libre en el cine en contra de los riesgos de la creatividad. Seguramente ningún compositor quiere que el trabajo de otro sea tomado por propio, o vice versa». A continuación compuso para el filme protagonizado por Mel Gibson Conspiracy Theory (1997), trabajó junto a T-Bone Burnett en El gran Lebowski (1998) de los Coen y Dioses y monstruos (1998), cuya banda sonora fue descrita como una «música hermosamente triste» por Janet Maslin de The New York Times.
Sus siguientes composiciones también recibieron elogios de parte de los críticos. Refiriéndose a la comedia dramática Mystery, Alaska (1999), Robert Koehler de Variety indicó que «Burwell la compensa con otra de sus composiciones que son superiores al filme que está sosteniendo». Para su trabajo en The Corruptor (1999) utilizó instrumentos chinos e integró música moderna con música tradicional. Hablando sobre La hija del general (1999), Todd McCarthy comentó en Siskel and Ebert que «el mejor aspecto del filme fue la música de Carter Burwell» a quien calificó como «uno de los mejores compositores de Hollywood actualmente». En otra reseña la revista Variety publicó que «sus abordajes musicales son siempre inusuales y efectivos». Su primer trabajo para el director Spike Jonze fue Being John Malkovich (1999), cinta en la que Burwell le dio a la música un enfoque «generalmente melódico, melancólico y animado». El resultado de su trabajo recibió elogios de parte de medios como The New York Times, Salon.com y Slate.

### Años 2000
En el año 2001 recibió varios reconocimientos por su trabajo junto a T-Bone Burnett en O Brother, Where Art Thou? (2000) de los hermanos Coen, incluyendo candidaturas a los Premios BAFTA, los Premios de la Asociación de Críticos de Cine de Chicago y los premios otorgados por la Sociedad de Críticos de Cine en Línea. Continuó trabajando con los Coen en el filme negro The Man Who Wasn't There (2001), donde la banda sonora de Burwell estuvo acompañada de sonatas para piano de músicos clásicos. El periodista Dan Goldwasser describió el trabajo de Burwell como «oscuro y solemne» y escribió que la composición principal, «The Trial of Ed Crane», tiene «una especie de romanticismo con un mínimo dejo de esperanza». Su carrera continuó con películas como Adaptation (2002), The Alamo (2004) y Kinsey (2004). Originalmente, los Coen no tenían intenciones de añadir música al western No Country for Old Men (2007), Ethan Coen pensaba que el filme iba a ser mejor sin música. Burwell experimentó con diversos sonidos los cuales parecían quitarle tensión a la película. Finalmente utilizó sonidos tonales que entremezcló con efectos de sonido. «Nunca fui capaz de encontrar un instrumento musical que no empeorara las cosas, así que al final mi solución fue usar sonidos que no tenían un comienzo o un final, cosas como un tazón cantador tibetano», recordó Burwell.
Hacia finales de la década de 2000 Burwell trabajó en Before the Devil Knows You're Dead (2007) de Sidney Lumet —reemplazando una banda sonora que no había convencido al director— e In Bruges (2008), el debut como director de Martin McDonagh. Continuó componiendo para los hermanos Coen en Burn After Reading (2008) y A Serious Man (2009). «La amenazante música tipo thriller de Carter Burwell es ingeniosamente contradictoria: nunca nos señala que estamos mirando una comedia», indicó la revista Newsweek sobre Burn After Reading. Spike Jonze volvió a contar con él para musicalizar Donde viven los monstruos, trabajando junto a Karen O. La cantante escribió las canciones mientras que Burwell escribió la música instrumental, aunque en algunos casas las tareas de ambos se entremezclaron: «Hice algunos trabajos instrumentales en las canciones de Karen y ella hizo algunos trabajos vocales en mis piezas», comentó Burwell. Los compositores recibieron candidaturas a diversos premios, incluyendo el Globo de Oro a la mejor banda sonora. En 2008 trabajó en el filme de romance y fantasía Crepúsculo; más tarde volvió a trabajar en las secuelas de 2011 y 2012.

### Década de 2010
Cuando Burwell y los hermanos Coen se reunieron para hablar sobre su próximo proyecto, el western True Grit (2010), los directores le aclararon que no querían «música de western». Buscando inspiración, Burwell leyó la novela del mismo nombre en que se basa la película e investigó en libros de cánticos del siglo diecinueve. Finalmente decidieron que la columna vertebral de la banda sonora sería el piano. En 2011, su trabajo en la miniserie de Todd Haynes Mildred Pierce fue reconocido con un Primetime Emmy a la mejor composición de una miniserie, además de recibir una candidatura a la mejor música original de título principal. Un par de años más tarde volvió a trabajar en otra miniserie de HBO, Olive Kitteridge; la  revista Variety dijo que «es Carter Burwell quien establece las pautas con uno de esos scores suyos que invitan a la reflexión sin decirnos exactamente como nos debemos sentir».
Después de haber compuesto más de noventa bandas sonoras y haber trabajado con cineastas de renombre, Burwell ha mantenido un perfil bajo: «Básicamente trato de vivir tan lejos como puedo de la industria del cine sin abandonar los Estados Unidos». Recién en el año 2015 contrató un publicista con motivo del estreno de Carol de Todd Haynes. Por su trabajo en Carol recibió una nominación al Globo de Oro a la mejor banda sonora y por primera vez fue nominado al Óscar a la mejor banda sonora. Al año siguiente trabajó en Anomalisa (2015), una adaptación de animación en stop motion de una obra escrita por Charlie Kaufman. En 2015 comenzó a trabajar en la música de The Finest Hours, un filme de catástrofe ambientado en 1952 para el cual Burwell se inclinó hacia una «instrumentación acústica en vez de digital». Debido a que la producción de The Finest Hours se atrasó, el compositor realizó la música cuando todavía faltaban terminar algunos aspectos de la producción del filme —como los efectos especiales— y continuó trabajando en el próximo proyecto en su agenda, Hail, Caesar! de los hermanos Coen. Para avanzar con más rapidez en la banda sonora de The Finest Hours, Burwell trabajó junto al arreglista Phil Klein. Sin embargo, después de que Burwell se alejó de la producción, Klein —por órdenes del director— eliminó o volvió a grabar partes de la música y le agregó elementos de cine de acción contemporáneo que, según Burwell, la acercaron «al temp score y a los clichés de acción que esperaba evitar».
La comedia Hail, Caesar! (2016), ambientada durante la era del cine clásico de Hollywood, incluyó segmentos de cine épico, western, melodrama y un número de claqué. La composición de diversos géneros musicales llevó a Burwell a investigar las bandas sonoras de Ben-Hur (1959) y Quo vadis? (1951), ambas compuestas por Miklós Rózsa, quien también grababa música para filmes de cine negro. «El mayor desafío fue atarlo todo para hacer que suene como si estuvieses viendo una sola película», dijo Burwell. «Mi manera de hacerlo fue teniendo una melodía recurrente que aparece de diferentes aspectos en los diferentes filmes», añadió. Volvió a trabajar con el director Martin McDonagh por tercera vez en Three Billboards Outside Ebbing, Missouri (2017), cinta por la cual recibió nominaciones a los premios Óscar y Globo de Oro en la categoría de mejor banda sonora. En una reseña, The Hollywood Reporter comentó que «más que a los elementos visuales, la profundidad de la película le debe mucho a la música rica e inconfundiblemente estadounidense de Carter Burwell, con sus raíces y elementos folk».

### Década de 2020
En mayo de 2022, Burwell comenzó a grabar la música de The Banshees of Inisherin (2022), el nuevo filme de Martin McDonagh. La grabación se llevó a cambo en los Abbey Road Studios de Londres y contó con seis violines, cuatro violas, tres violonchelos, dos contrabajos, una flauta, un clarinete y un arpa. La música también incluyó un sintetizador ejecutado y grabado por el propio compositor con la idea de crear un «efecto de cuento de hadas». Para esta cinta, ambientada en un pueblo de Irlanda ubicado en una pequeña isla en el año 1923, el director le indicó a Burwell que evitara escribir música que sonara como de pub irlandés. El compositor recibió candidaturas a múltiples galardones, incluyendo el Óscar, Globo de Oro y BAFTA. Sus siguientes trabajos como compositor fueron Misántropo (2023), del director argentino Damián Szifron, y Drive-Away Dolls (2023), primer largometraje de ficción en solitario de Ethan Coen.

## Vida privada
Burwell se casó con Christine Sciulli en 1999. El matrimonio vive en Amagansett, en el estado de Nueva York, y tiene tres hijos.

## Filmografía

### Cine
| Año  | Título                                    | Director                              | Notas                                            |
| ---- | ----------------------------------------- | ------------------------------------- | ------------------------------------------------ |
| 1984 | Blood Simple                              | Joel Coen Ethan Coen                  |                                                  |
| 1985 | A Hero of Our Time                        | Michael Almereyda                     | Cortometraje                                     |
| 1985 | R.A.B.L.                                  | Patrice M. Regnier                    | Cortometraje                                     |
| 1986 | Psicosis III                              | Anthony Perkins                       |                                                  |
| 1987 | Raising Arizona                           | Joel Coen Ethan Coen                  |                                                  |
| 1988 | Pass the Ammo                             | David Beaird                          |                                                  |
| 1988 | The Beat                                  | Paul Mones                            |                                                  |
| 1988 | It Takes Two                              | David Beaird                          |                                                  |
| 1989 | Checking Out                              | David Leland                          |                                                  |
| 1990 | Miller's Crossing                         | Joel Coen Ethan Coen                  |                                                  |
| 1991 | Barton Fink                               | Joel Coen Ethan Coen                  |                                                  |
| 1991 | Doc Hollywood                             | Michael Caton-Jones                   |                                                  |
| 1991 | Scorchers                                 | David Beaird                          |                                                  |
| 1992 | Buffy la Cazavampiros                     | Fran Rubel Kuzui                      |                                                  |
| 1992 | Waterland                                 | Stephen Gyllenhaal                    |                                                  |
| 1992 | Storyville                                | Mark Frost                            |                                                  |
| 1993 | This Boy's Life                           | Michael Caton-Jones                   |                                                  |
| 1993 | Kalifornia                                | Dominic Sena                          |                                                  |
| 1993 | A Dangerous Woman                         | Stephen Gyllenhaal                    |                                                  |
| 1993 | Wayne's World 2                           | Stephen Surjik                        |                                                  |
| 1994 | The Hudsucker Proxy                       | Joel Coen Ethan Coen                  |                                                  |
| 1994 | It Could Happen to You                    | Andrew Bergman                        |                                                  |
| 1994 | Airheads                                  | Michael Lehmann                       |                                                  |
| 1995 | Bad Company                               | Damian Harris                         |                                                  |
| 1995 | A Goofy Movie                             | Kevin Lima                            | Compuesta con Don Davis                          |
| 1995 | Rob Roy                                   | Michael Caton-Jones                   |                                                  |
| 1995 | The Celluloid Closet                      | Rob Epstein Jeffrey Friedman          | Documental                                       |
| 1995 | Two Bits                                  | James Foley                           |                                                  |
| 1996 | Fargo                                     | Joel Coen Ethan Coen                  |                                                  |
| 1996 | Fear                                      | James Foley                           |                                                  |
| 1996 | Joe's Apartment                           | John Payson                           |                                                  |
| 1996 | The Chamber                               | James Foley                           |                                                  |
| 1997 | Picture Perfect                           | Glenn Gordon Caron                    |                                                  |
| 1997 | Assassin(s)                               | Mathieu Kassovitz                     |                                                  |
| 1997 | Conspiracy Theory                         | Richard Donner                        |                                                  |
| 1997 | The Locusts                               | John Patrick Kelley                   |                                                  |
| 1997 | The Spanish Prisoner                      | David Mamet                           |                                                  |
| 1997 | Girls Night Out                           | Myra Paci                             | Cortometraje                                     |
| 1997 | The Jackal                                | Michael Caton-Jones                   |                                                  |
| 1998 | Gods and Monsters                         | Bill Condon                           |                                                  |
| 1998 | Mercury Rising                            | Harold Becker                         | Música adicional a la banda sonora de John Barry |
| 1998 | El gran Lebowski                          | Joel Coen Ethan Coen                  |                                                  |
| 1998 | Velvet Goldmine                           | Todd Haynes                           |                                                  |
| 1998 | Hi-Lo Country                             | Stephen Frears                        |                                                  |
| 1999 | The Corruptor                             | James Foley                           |                                                  |
| 1999 | La hija del general                       | Simon West                            |                                                  |
| 1999 | Being John Malkovich                      | Spike Jonze                           |                                                  |
| 1999 | Tres reyes                                | David O. Russell                      |                                                  |
| 1999 | Mystery, Alaska                           | Jay Roach                             |                                                  |
| 2000 | Hamlet                                    | Michael Almereyda                     |                                                  |
| 2000 | What Planet Are You From?                 | Mike Nichols                          |                                                  |
| 2000 | Antes que anochezca                       | Julian Schnabel                       |                                                  |
| 2000 | Book of Shadows: Blair Witch 2            | Joe Berlinger                         |                                                  |
| 2001 | A Knight's Tale                           | Brian Helgeland                       |                                                  |
| 2001 | The Man Who Wasn't There                  | Joel Coen Ethan Coen                  |                                                  |
| 2002 | The Rookie                                | John Lee Hancock                      |                                                  |
| 2002 | Searching for Paradise                    | Myra Paci                             |                                                  |
| 2002 | S1m0ne                                    | Andrew Niccol                         |                                                  |
| 2002 | The Bourne Identity                       | Doug Liman                            | Música descartada; reemplazado por John Powell.  |
| 2002 | Adaptation                                | Spike Jonze                           |                                                  |
| 2003 | Intolerable Cruelty                       | Joel Coen Ethan Coen                  |                                                  |
| 2004 | The Ladykillers                           | Joel Coen Ethan Coen                  |                                                  |
| 2004 | The Alamo                                 | John Lee Hancock                      |                                                  |
| 2004 | Kinsey                                    | Bill Condon                           |                                                  |
| 2006 | Fur                                       | Steven Shainberg                      |                                                  |
| 2006 | The Hoax                                  | Lasse Hallström                       |                                                  |
| 2007 | No Country for Old Men                    | Joel Coen Ethan Coen                  |                                                  |
| 2007 | Before the Devil Knows You're Dead        | Sidney Lumet                          |                                                  |
| 2008 | In Bruges                                 | Martin McDonagh                       |                                                  |
| 2008 | Burn After Reading                        | Joel Coen Ethan Coen                  |                                                  |
| 2008 | Crepúsculo                                | Catherine Hardwicke                   |                                                  |
| 2009 | A Serious Man                             | Joel Coen Ethan Coen                  |                                                  |
| 2009 | Donde viven los monstruos                 | Spike Jonze                           |                                                  |
| 2009 | The Blind Side                            | John Lee Hancock                      |                                                  |
| 2010 | Howl                                      | Rob Epstein Jeffrey Friedman          |                                                  |
| 2010 | The Kids Are All Right                    | Lisa Cholodenko                       | Compuesta con Nathan Larson y Craig Wedren       |
| 2010 | True Grit                                 | Joel Coen Ethan Coen                  |                                                  |
| 2011 | Midnight Run                              | Neil Shelley                          | Cortometraje                                     |
| 2011 | The Twilight Saga: Breaking Dawn - Part 1 | Bill Condon                           |                                                  |
| 2011 | Moving Gracefully Towards the Exit        | Jean-Bernard Andro Patrice M. Regnier |                                                  |
| 2012 | Seven Psychopaths                         | Martin McDonagh                       |                                                  |
| 2012 | The Twilight Saga: Breaking Dawn - Part 2 | Bill Condon                           |                                                  |
| 2013 | El quinto poder                           | Bill Condon                           |                                                  |
| 2015 | Mr. Holmes                                | Bill Condon                           |                                                  |
| 2015 | Carol                                     | Todd Haynes                           |                                                  |
| 2015 | The Family Fang                           | Jason Bateman                         |                                                  |
| 2015 | Legend                                    | Brian Helgeland                       |                                                  |
| 2015 | Anomalisa                                 | Charlie Kaufman Duke Johnson          |                                                  |
| 2016 | The Finest Hours                          | Craig Gillespie                       |                                                  |
| 2016 | Hail, Caesar!                             | Joel Coen Ethan Coen                  |                                                  |
| 2016 | The Founder                               | John Lee Hancock                      |                                                  |
| 2017 | Wonderstruck                              | Todd Haynes                           |                                                  |
| 2017 | Three Billboards Outside Ebbing, Missouri | Martin McDonagh                       |                                                  |
| 2017 | Goodbye Christopher Robin                 | Simon Curtis                          |                                                  |
| 2018 | La balada de Buster Scruggs               | Joel Coen Ethan Coen                  |                                                  |
| 2019 | Missing Link                              | Chris Butler                          |                                                  |
| 2019 | The Good Liar                             | Bill Condon                           |                                                  |
| 2021 | The Tragedy of Macbeth                    | Joel Coen                             |                                                  |
| 2022 | The Banshees of Inisherin                 | Martin McDonagh                       |                                                  |
| 2022 | Catherine Called Birdy                    | Lena Dunham                           |                                                  |
| 2023 | Misántropo                                | Damián Szifron                        |                                                  |
| 2023 | Finestkind                                | Brian Helgeland                       |                                                  |
| 2024 | Drive-Away Dolls                          | Ethan Coen                            |                                                  |

### Televisión
| Año       | Título                 | Estudio              | Notas           |
| --------- | ---------------------- | -------------------- | --------------- |
| 1990-1991 | Clash!                 | Ha! / Comedy Central | Tema principal  |
| 1993      | And the Band Played On | HBO                  | Telefilme       |
| 2011      | Mildred Pierce         | HBO                  | Miniserie       |
| 2011      | Enlightened            | HBO                  | Episodio piloto |
| 2014      | Olive Kitteridge       | HBO                  | Miniserie       |
| 2019-2023 | The Morning Show       | Apple TV+            | Serie           |
| 2020      | Space Force            | Netflix              | Serie           |

## Premios y distinciones
Premios Óscar
| Año  | Categoría                               | Película                                  | Resultado |
| ---- | --------------------------------------- | ----------------------------------------- | --------- |
| 2016 | Mejor banda sonora (partitura original) | Carol                                     | Nominado  |
| 2018 | Mejor banda sonora (partitura original) | Three Billboards Outside Ebbing, Missouri | Nominado  |
| 2023 | Mejor banda sonora (partitura original) | The Banshees of Inisherin                 | Nominado  |

| Premio                                    | Año  | Categoría                                               | Título                                    | Resultado | Ref(s) |
| ----------------------------------------- | ---- | ------------------------------------------------------- | ----------------------------------------- | --------- | ------ |
| Globo de Oro                              | 2009 | Mejor banda sonora                                      | Donde viven los monstruos                 | Nominado  | [ 4 ]  |
| Globo de Oro                              | 2015 | Mejor banda sonora                                      | Carol                                     | Nominado  | [ 4 ]  |
| Globo de Oro                              | 2017 | Mejor banda sonora                                      | Three Billboards Outside Ebbing, Missouri | Nominado  | [ 4 ]  |
| Globo de Oro                              | 2022 | Mejor banda sonora                                      | The Banshees of Inisherin                 | Nominado  | [ 4 ]  |
| Primetime Emmy                            | 2011 | Mejor composición de una miniserie, película o especial | Mildred Pierce                            | Ganador   | [ 2 ]  |
| Primetime Emmy                            | 2011 | Mejor música original de título principal               | Mildred Pierce                            | Nominado  | [ 2 ]  |
| BAFTA                                     | 2000 | Mejor música original                                   | O Brother, Where Art Thou?                | Ganador   | [ 26 ] |
| BAFTA                                     | 2022 | Mejor música original                                   | The Banshees of Inisherin                 | Nominado  | [ 38 ] |
| Satellite                                 | 2009 | Mejor banda sonora                                      | Donde viven los monstruos                 | Nominado  | [ 45 ] |
| Satellite                                 | 2015 | Mejor banda sonora                                      | Carol                                     | Ganador   | [ 45 ] |
| Satellite                                 | 2017 | Mejor banda sonora                                      | Wonderstruck                              | Nominado  | [ 46 ] |
| Satellite                                 | 2022 | Mejor banda sonora                                      | The Banshees of Inisherin                 | Nominado  | [ 47 ] |
| Festival Internacional de Cine de Venecia | 2000 | Premio Rota Soundtrack                                  | Antes que anochezca                       | Ganador   | [ 48 ] |